# Domenico Zampieri

Mort de sant Pere màrtir. Pinacoteca Nacional de Bolonya

Domenico Zampieri, també conegut com a Domenichino (Bolonya, 21 d'octubre de 1581 - Nàpols, 15 d'abril de 1641), va ser un prominent pintor italià barroc de l'escola bolonyesa.

## Biografia
Nascut a Bolonya, fill d'un sabater, va ser en els seus inicis aprenent de Denys Calvaert. Aviat el deixaria per treballar a l'Accademia degli Incamminati d'Agostino i Annibale Carracci. En traslladar-se a Roma el 1601, es va convertir en un dels aprenents més talentosos del cercle d'Annibale Carracci i va treballar al costat de grans contemporanis com Albani i Guido Reni, i també juntament amb rivals com Lanfranco. Per la seva alçada, va rebre el sobrenom de Domenichino ('petit Domènec').
El mural de La dama i l'unicorn en la sèrie de frescs d'Annibale Carracci titulada Els amors dels déus (palau Farnese de Roma) s'atribueix a Domenichino. També al palau Farnese va pintar tres paisatges mitològics, a la Loggia del Giardino ('galeria del Jardí').
Amb el suport de monsenyor Giovanni Battista Agguchi, el maggiordomo del cardenal Aldobrandini i més tard Gregori XV, i el germà de Giovanni, el cardenal Girolamo Agguchi, Domenichino va obtenir l'encàrrec per a la capella dei Santissimi Fondatori a la basílica medieval de Grottaferrata (1608-10), a uns quilòmetres als afores de Roma, i on l'abat titular era Odoard Farnese. També li van encarregar frescos per a l'església de Sant Onofrio. Albani procurà que participés en la decoració del palau Mattei (1606-07) i la vil·la Odescalchi a Bassano di Sutri (avui Bassano Romà).
Reni va treballar amb ell en frescos de l'oratori di Sant Andrea i a Sant Gregori el Gran. Treballant en La flagel·lació de sant Andreu (un fresc a l'església de Sant Gregori el Gran), es va dir que l'artista havia treballat amb tanta passió, usant paraules i accions amenaçadores, i que Annibale Carracci, sorprès, va exclamar amb alegria: «Avui, estimat Domenichino, tu m'ensenyes a mi».
Després de la mort d'Annibale el 1609, l'escena artística romana estava dominada pels deixebles del mestre. Els següents encàrrecs per a Domenichino van ser escenes al fresc de la vida de santa Cecília per a la capella Polet de Sant Lluís dels Francesos (1613-1614). Domenichino va pintar al fresc en Santa Maria degli Angeli e dei Martiri, San Pietro in Vincoli, San Silvestro al Quirinale, San Carlo ai Catinari, Santa Maria en Trastevere, San Andrea della Valle i Santa Maria della Vittoria a Roma, així com en la vil·la Aldobrandini de Frascati.
Els seus treballs a San Andrea no van tenir l'èxit esperat, i Domenichino va veure decaure la seva estimació. Va optar per traslladar-se a Nàpols, on va seguir treballant i hi va morir.